# Günther Hörmann
Günther Hörmann (* 16. April 1940 in Ebingen) ist ein deutscher Filmregisseur und Kameramann.

## Leben
Der Sohn eines Bankangestellten besuchte bis 1955 die heimische Realschule und ließ sich anschließend zum Fotografen ausbilden. Nach Besuch einer Sprach- und Handelsschule in Stuttgart arbeitete er in einer Druckerei und Graphischen Anstalt.
Ab 1961 studierte er an der Hochschule für Gestaltung Ulm, wo er nach zwei Semestern in die neu gegründete Filmklasse wechselte. Hier lernte er Edgar Reitz und Alexander Kluge kennen.
Nach einigen frühen Kurzfilm-Dokumentationen machte er als Regisseur mit dem minuziösen Dokumentarfilm Wir waren vorbereitet, für Donnerstag, morgens um sechs in den Streik zu treten auf den Filmfestivals in Oberhausen und Mannheim auf sich aufmerksam. 1967 bis 1968 arbeitete er als Assistent am Ulmer Institut für Filmgestaltung, 1968 wurde er einer der Leiter des Instituts.
Er drehte als Regisseur weitere Dokumentarfilme über Arbeiterstreiks und Studentenunruhen und fungierte bei einigen Spielfilmen als Kameramann, darunter Die Artisten in der Zirkuskuppel: ratlos. Später zeigte er auch Porträts von Einzelpersönlichkeiten und filmte wiederholt in seiner Heimatstadt. 1973 bis 1986 war Hörmann wissenschaftlicher Mitarbeiter der Arbeitsstelle Arbeiterkammer der Universität Bremen. Danach wurde er wissenschaftlicher Leiter des Forschungs- und Entwicklungsinstituts Film/Fernsehen und im Herbst 1988 Professor für Film an der Hochschule für Gestaltung Schwäbisch Gmünd. Er war von 1994 bis 2010 Direktor des Instituts für Medienforschung und Medienentwicklung Ulm (IMM).
Sein 1975 geborener Sohn André ist ebenfalls Filmemacher.

## Filmografie
- 1964: Porträt einer Bewährung (Kamera)
- 1964: Ansichten einer Stadt (Regie)
- 1967: Wir waren vorbereitet, für Donnerstag, morgens um sechs in den Streik zu treten (Regie)
- 1967: Ruhestörung (Kamera, Co-Regie)
- 1968: Die Artisten in der Zirkuskuppel: ratlos (Kamera)
- 1970: Wir verbauen 3 × 27 Millia. Dollar in einen Angriffsschlachter (Kamera)
- 1970: Ein Arzt aus Halberstadt (Kamera)
- 1970: Die unbezähmbare Leni Peickert (Kamera)
- 1972: Streik der Metallarbeiter 1971 (Regie)
- 1972: Zuerst kommt die Produktion, dann der Mensch (Regie)
- 1974: In Gefahr und größter Not bringt der Mittelweg den Tod (Kamera)
- 1977: Lernen ohne Zwang - Ein Versuch, Schule anders zu machen (Regie und Drehbuch)
- 1978: ...nur noch die Hälfte wert (Kamera, Regie und Drehbuch)
- 1978: Deutschland im Herbst (Kamera)
- 1979: Eine Gewerkschaft von innen (Co-Regie; 5 Folgen)
- 1979: Die Patriotin (Kamera)
- 1979: Ich würde hier nie weggehen (Co-Regie)
- 1980: Film über Albstadt-Ebingen (Regie)
- 1982: Das gewöhnliche Leben der Menschen aus A. (Kamera, Regie und Drehbuch)
- 1982: Wir saßen einst in einem Boot, der Käptn lebt, die Mannschaft tot (Kamera, Regie und Drehbuch)
- 1985: Der Untergang der AG Weser (Regie)
- 1986: Sturz durch Träume – André Hellers Feuerbilder am Reichstag in Berlin (Regie)
- 1988: Geb. 1899 Alfred Sohn-Rethel (Regie)
- 1988: Die Klöcknerhütte im September (Regie)
- 1991: Als einzig überlebender Offizier seines Regiments (Regie)
- 1993: Zum Abschied das Deutschlandlied (Co-Regie)
- 1994: A car is a caar (Regie)
- 1999: Max Horkheimer und das Frankfurter Institut für Sozialforschung (Regie)
- 2003: Design für Millionen (Co-Regie)

## Werke
- 1995: Anschauung und Begriff. Die Arbeiten des Instituts für Filmgestaltung Ulm 1962–1995 (Hrsg.)
- 2001: Media Toolbox. Ein interaktives Lehrbuch für Film- und Mediengestalter (Co-Autor)
- 2003: Die Hochschule für Gestaltung Ulm – Anfänge eines Projektes der unnachgiebigen Moderne (Co-Autor)

## Auszeichnungen
- 1967: Curt-Oertel-Medaille beim Filmfestival Mannheim für Wir waren vorbereitet, für Donnerstag, morgens um sechs in den Streik zu treten als bester deutscher Dokumentarfilm
- 1973: Preis der Filmjournalisten für Zuerst kommt die Produktion, dann der Mensch
- 1985: Goldene Taube beim Filmfestival Leipzig für Der Untergang der AG Weser
- 1985: Spezialpreis der Jury beim 3. Europäischen Umweltfestival Dortmund und Preis des Europäischen Parlaments für Der Untergang der AG Weser